# Frattura di Segond
La frattura di Segond è un tipo di frattura da avulsione (cioè una frattura nella quale le strutture dei tessuti molli strappano dei pezzi del loro punto di ancoraggio e inserzione ossea) del condilo tibiale laterale del ginocchio, immediatamente dopo la zona che viene ad articolarsi con il femore.

## Storia
La lesione fu descritta originariamente dal chirurgo francese Dr. Paul Segond nel 1879 dopo una serie di esperimenti su cadaveri. Segond indicò anche l'esistenza di una banda fibrosa perlacea e molto resistente, che invariabilmente mostrava un'estrema tensione quando si eseguiva una rotazione interna forzata del ginocchio. Fu solo oltre 50 anni più tardi, nel 1936, che Milch divenne il primo autore a riportare l'aspetto radiologico di questa particolare lesione che registrò in 3 dei suoi pazienti. Sempre Milch, basandosi sul lavoro di sperimentale di Segond, spiegò le sue scoperte radiologiche come una "avulsione della banda ileotibiale nel punto del suo inserimento dietro il tubercolo di Gerdy".  Da ultimo, sul finire degli anni '70, un rinnovato interesse verso la patologia mise in evidenza una significativa correlazione tra instabilità del ginocchio, frattura di Segond e concomitante rottura del legamento crociato anteriore (LCA).

## Cause
La frattura di Segond è in genere il risultato di uno stress in varismo anomalo al ginocchio, combinato con la rotazione interna della tibia. La frattura Segond si verifica soprattutto in associazione con le lacerazioni del legamento crociato anteriore (LCA) nel 75-100%, con le lesioni al menisco mediale (66-75%), con lesioni del legamento capsulare anterolaterale del ginocchio, nonché lesioni alle strutture dietro il ginocchio.

## Anatomia
Il legamento laterale anteriore (o legamento capsulo laterale anteriore - LLA) la cui rottura e disinserzione ossea è il tratto distintivo di una frattura di Segond, è stato identificato come una struttura legamentosa a sé stante, che origina dall'epicondilo femorale laterale e si inserisce sulla tibia anterolaterale. 
Dato il suo decorso e la sua posizione anatomica all'estremo antero-laterale del ginocchio, molti autori ritengono che questo legamento fibroso abbia un'importante funzione di stabilizzazione nel controllo della rotazione interna della tibia rispetto al femore, e possa avere un ruolo in molti casi di instabilità rotatoria evidenziabili in pazienti affetti da lesione del legamento crociato anteriore.

## Clinica
Questo tipi di lesione si presenta con dolore al ginocchio e versamento articolare, talvolta imponente.
In diversi casi tramite un'artrocentesi è possibile verificare la presenza di emartro.
La concomitante lesione a carico del legamento crociato anteriore tende a presentarsi con dolore articolare marcato e imponente versamento articolare. 
È possibile la presenza di blocco doloroso del ginocchio, sensazione che il ginocchio non regga il peso corporeo, e più in generale instabilità articolare.

## Radiologia
La frattura di Segond è generalmente descritta come una frattura da avulsione, ovvero un tipo di lesione in cui si verifica il distacco di un frammento osseo a causa della trazione esercitata da un legamento o da un tendine nel suo punto di inserimento. 
Oggigiorno la frattura di Segond è considerata semplicemente come una caratteristica radiografica patognomonica di rottura del legamento crociato anteriore (LCA). Infatti in alcuni casi di trauma sembra che il legamento crociato anteriore per primo subisca una lesione distrattiva e, se la lesione non si esaurisce a questo livello, possa essere successivamente lesionato il compartimento capsulo-legamentoso esterno, talvolta con l'avulsione della porzione ossea inserzionale sulla tibia del legamento capsulare antero-laterale (LLA).
La frattura di Segond si caratterizza radiograficamente come una piccola avulsione, una "scheggia" ossea, un frammento di dimensioni molto limitate che può essere meglio visualizzabile eseguendo una radiografia ossea standard con proiezione antero-posteriore. Date le limitate dimensioni di questo frammento l'esame radiografico osseo non sempre è sufficiente a dirimer tutti i dubbi, pertanto in alcuni casi si ricorre ad altri esami, e in particolare alla tomografia computerizzata che può fornire immagini che indicano più chiaramente la presenza della frattura.
La risonanza magnetica è raramente indicata come esame radiologico di approfondimento ma, se eseguita, può tornare utile nel visualizzare l'associato edema a carico del midollo osseo sul plateau tibiale sottostante, in particolare nelle sequenze T2W e STIR , sequenze in cui si evidenzia meglio il contenuto acquoso di un segmento anatomico abbattendo il segnale del grasso. La risonanza magnetica può tornare utile anche nel visualizzare eventuali lesioni legamentose e/o meniscali associate.